# Peter Brancazio
Peter John Brancazio (* 22. März 1939 in Queens, New York; † 25. April 2020 in Manhasset, New York) war ein US-amerikanischer Physiker und Professor für Physik am Brooklyn College, dessen Sternwarte er zeitweise leitete. Bekannt wurde er vor allem für seine Arbeit über die Physik im Sport.

## Leben
Brancazio wurde 1939 als Sohn des Postangestellten Peter Brancazio und seiner Ehefrau Ann, einer Versicherungsangestellten, geboren. 
Sein Interesse für Physik wurde geweckt, als ihm seine Freundin und spätere Ehefrau Ronnie Kramer ein Teleskop schenkte. Er beschloss daraufhin Astronomie zu studieren. Er studierte aber zunächst Ingenieurwesen und erlangte 1959 einen Bachelor-Abschluss an der New York University, gefolgt von einem Master in Nuklearingenieurwesen 1960 an der Columbia University. Er begann 1963 am Brooklyn College Physik zu lehren, während er noch an seiner Dissertation zur Erlangung der Doktor-Würde an der New York University arbeitete. Er lehrte bis zum Ruhestand 1997 am Brooklyn College Physik. Hiernach unterrichtete eine Weile er am Brooklyn College und am Queens College Kurse in der Erwachsenenbildung. Schließlich lehrte er von 1999 bis 2019 Kurse zu den Themenfeldern Religion, Naturwissenschaft und Astronomie in Hutton House, einer Außenstelle der Long Island University.
Peter Brancazio starb am 25. April 2020 während der COVID-19-Pandemie an COVID-19. Er hinterließ zwei Söhne, seine Ehefrau und mehrere Enkelkinder.

## Werk
1981 veröffentlichte er seine erste sportphysikalische Arbeit im American Journal of Physics, in der er den perfekten Wurfwinkel im Baseball mit 50 bis 55° ermittelte. 1984 erschien sein Buch Sport Science. Auch wenn er persönlich mehr an Basketball interessiert war, wurde er vor allem für seine Arbeit zum Baseball bekannt. Etliche von ihm eingeführte Begriffe gehören heute zum Fachvokabular des Baseball.

## Veröffentlichungen
- The Nature of Physics, McMillian 1975, ISBN 9780023135002
- Sport Science: Physical Laws and Optimum Performance, Simon & Schuster 1985, ISBN 9780671554385